# M/S Skånevik
M/S Skånevik är en K-märkt norsk bilfärja som byggdes 1967 på Ulstein Mekaniske Verksted åt Hardanger Sunnhordlandske Dampskipsselskap och trafikerade de flesta av rederiets färjerutter till 2004,  då hon såldes till stiftelsen Brørviksskuto. I mars 2005 övertogs hon av Ferjelaget Skånevik.
Färjan, som i likhet med S/S Skibladner kulturskyddades av Riksantikvaren den 2 augusti  2006, går fortfarande i reguljär trafik på sommaren. 

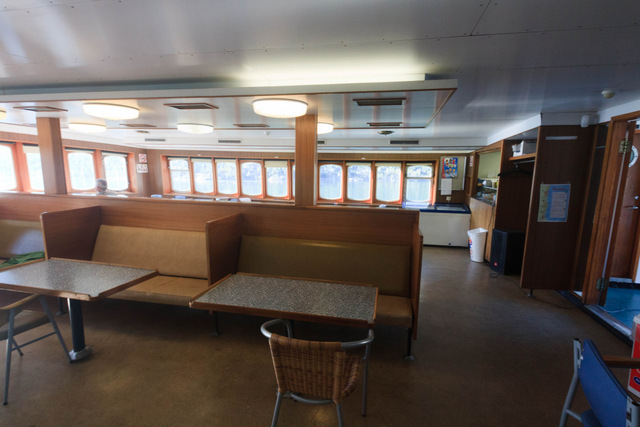
Salongen.

 Hon är i originalskick med helsvetsat stålskrov och överbyggnad i aluminium. Navigationsutrustningen har moderniserats, men inredningen i salongen är den ursprungliga med galonklädda bänkar och bordskivor i plastlaminat. 
Den 9 juli 2023 stötte färjan mot en fjällvägg vid Kvernafjellet i Lysefjorden. De 50 passagerarna klarade sig utan skador. Orsaken till olyckan tros vara att kaptenen, som var ensam i styrhytten, var ouppmärksam eller hade somnat.